# Лейк-Делтон (Вісконсин)
Лейк-Делтон (англ. Lake Delton) — селище (англ. village) в США, в окрузі Сок штату Вісконсин. Населення — 3501 особа (2020).

## Географія
Лейк-Делтон розташований за координатами 43°35′39″ пн. ш. 89°47′6″ зх. д. / 43.59417° пн. ш. 89.78500° зх. д. (43.594083, -89.784869).  За даними Бюро перепису населення США в 2010 році селище мало площу 19,77 км², з яких 18,16 км² — суходіл та 1,61 км² — водойми.

## Демографія
Згідно з переписом 2010 року, у селищі мешкало 2914 осіб у 1269 домогосподарствах у складі 653 родин. Густота населення становила 147 осіб/км².  Було 2343 помешкання (119/км²).
Расовий склад населення:
| - 87,3 % — білих - 2,9 % — азіатів - 2,4 % — корінних американців - 0,7 % — чорних або афроамериканців - 5,4 % — осіб інших рас |

До двох чи більше рас належало 1,3 %. Частка іспаномовних становила 15,3 % від усіх жителів.
За віковим діапазоном населення розподілялося таким чином: 16,5 % — особи молодші 18 років, 68,6 % — особи у віці 18—64 років, 14,9 % — особи у віці 65 років та старші. Медіана віку мешканця становила 36,9 року. На 100 осіб жіночої статі у селищі припадало 101,2 чоловіків;  на 100 жінок у віці від 18 років та старших — 101,5 чоловіків також старших 18 років.
Середній дохід на одне домашнє господарство  становив 65 178 доларів США (медіана — 45 612), а середній дохід на одну сім'ю — 60 183 долари (медіана — 60 000). За межею бідності перебувало 19,2 % осіб, у тому числі 33,1 % дітей у віці до 18 років та 12,8 % осіб у віці 65 років та старших.
Цивільне працевлаштоване населення становило 1547 осіб. Основні галузі зайнятості: мистецтво, розваги та відпочинок — 41,1 %, роздрібна торгівля — 17,6 %, освіта, охорона здоров'я та соціальна допомога — 8,5 %, виробництво — 7,1 %.